# São Bento do Mato
São Bento do Mato es una freguesia portuguesa del concelho de Évora, con 66,55 km² de superficie y  habitantes (2001). Su densidad de población es de 20,2 hab/km².

## Galería

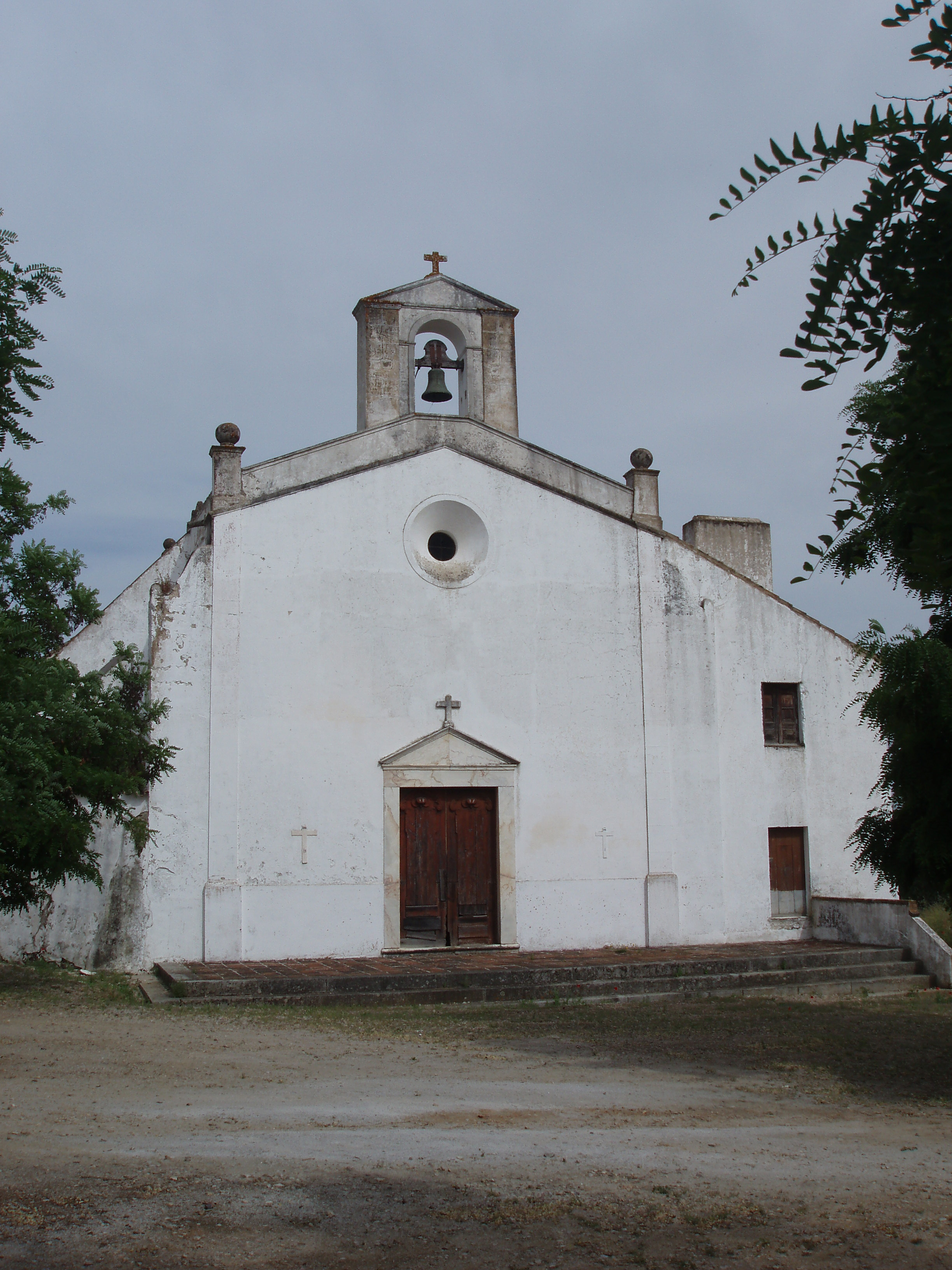
Iglesia Paroquial de São Bento do Mato (séc.XVI-XVIII)